# Hyalopsyche pilosa
Hyalopsyche pilosa är en nattsländeart som först beskrevs av Luisa Eugenia Navas 1916.  Hyalopsyche pilosa ingår i släktet Hyalopsyche och familjen Dipseudopsidae. Inga underarter finns listade i Catalogue of Life.